# Modelagem de processos de negócio

Exemplo de modelagem de processos de negócios de um processo com um fluxo normal com Notação de Modelagem de Processo de Negócio (BPMN).

Modelagem de processos de negócio ou Business Process Modeling (BPM) em engenharia de sistemas é a atividade de representação de processos de uma empresa, de modo que o processo atual possa ser analisado e melhorado. BPMN (Business Process Modeling Notation) é uma notação padrão para os casos de modelagem de processos de negócio e tem como finalidade prover recursos para que a modelagem possa ser feita. Modelagem de processos de negócio é normalmente realizado por analistas de negócios e gestores que estão buscando melhorar a eficiência do processo e da qualidade.
O processo de melhorias identificadas pelo BPM pode ou não exigir o envolvimento de Tecnologia da Informação, mas em sua grande maioria a utilização de TI é o principal passo para o desenvolvimento de um modelo de processo de negócio, através da criação de um macro-processo.
Programas de gerenciamento de mudanças são tipicamente utilizados para promover melhorias nos processos de negócios. Com os avanços na tecnologia de fornecedores de plataformas de grande porte, a visão de modelos de BPM tornam-se plenamente executáveis (e capazes de simulações e engenharia round-trip) chegando cada vez mais perto da realidade.
Um conceito relacionado é a modelagem da Arquitetura de Processos.

## História
Técnicas para modelagem de processos de negócios, como o fluxograma, diagrama de blocos funcionais de fluxo, diagrama de fluxo de controle, gráfico de Gantt, PERT diagrama, e IDEF  surgiram no início do século XX. Os gráficos de Gantt estavam entre os primeiros a chegar por volta de 1899, os fluxogramas em 1920, Diagrama de Blocos Funcionais de fluxo e PERT em 1957, Diagramas de Fluxo de Dados e IDEF na década de 1970. Entre os métodos modernos são  Unified Modeling Language e Business Process Modeling Notation, que servem para automatização usando tecnologia orientado a objeto. Para analistas de negócios eles podem utizar ferramentas de modelagem tradicionais como o Visio da Microsoft ou LucidChart. Ainda assim, estes representam apenas uma fração das metodologias utilizadas ao longo dos anos para documentar processos de negócios. O termo "modelagem de processos de negócios" em si foi cunhado na década de 1960 na área de engenharia de sistemas por S. Williams em seu artigo "Business Process Modeling Improves Administrative Control". Sua ideia era que as técnicas para a obtenção de uma melhor compreensão dos sistemas de controle físico poderia ser usado de forma semelhante para processos de negócio.
Na década de 1990 o termo "processo" se tornou um novo paradigma da produtividade. As empresas foram encorajados a pensar em processos ao invés de funções e procedimentos. Modelagem de processo de negócio utilizam a cadeia de eventos da empresa desde a compra de suprimentos, vendas, retorno de produtos, etc. As modernas ferramentas de modelagem tradicionais foram desenvolvidos com foco em métodos modernos em função de modelagem de atividades. Essas atividades multifuncionais têm aumentado severamente em número e importância devido ao crescimento da complexidade e dependências. Novas metodologias, tais como redesenho de processos de negócios, inovação de processos de negócios, Business Process Management, planejamento de negócios integrada entre outros visando a melhoria dos processos através das funções tradicionais que compõem uma empresa.
No campo da engenharia de software, o termo "modelagem de processos de negócios" em oposição a comum modelagem de processo de software, tem com objetivo tratar sobre a prática durante o desenvolvimento de software. No início de 1990 todas as técnicas de modelagem existentes e novos processos de negócio foram considerados e chamados de "linguagens de modelagem de processos de negócio." Em abordagens orientadas a objetos, a modelagem de processos de negócio foi considerado um passo essencial para a especificação de sistemas em aplicativos de negócios. Modelagem de processos de negócios se tornou a base de novas metodologias, que, por exemplo também apoiou a coleta de dados, análise de dados de fluxo, diagramas de fluxo de processo e instalações de comunicação. Por volta de 1995 as primeiras ferramentas visualmente orientados para modelagem de processos de negócios e implementação foram apresentadas.

## Definições
Segundo os autores Michael Hammer e James Champy, “um processo de negócio é uma coleção de atividades que usam um ou mais tipos de entrada e criam uma saída que seja de valor para o cliente. Um processo de negócio tem um objetivo e é afetado por eventos que ocorrem no mundo externo ou em outros processos”.
Na definição do autor Thomas Davenport aponta que o processo de Modelagem de Negócios “é um conjunto estruturado de atividades, desenhado para produzir um resultado especificado para um cliente ou um mercado em particular. Isso implica forte ênfase sobre como o trabalho é feito dentro da organização, em contraste com o foco no produto. Um processo é então uma ordenação específica de atividades de trabalho, por meio do tempo e do espaço, com começo e fim e entradas e saídas claramente identificadas: uma estrutura para ação”.
A técnica de Modelagem de Negócios é profundamente relacionada à Arquitetura de negócios, custo baseado em atividades e ao gerenciamento baseado em atividades.

## Conceito
A modelagem de processos de negócio permite criar uma abstração de como funciona um negócio, pois fornece o entendimento de como são realizadas as diversas atividades contidas em cada processo. Na modelagem de processos, informações e documentos são utilizados pelos autores, gerando um fluxo de como as atividades são realizadas, desde seu início até alcançar o objetivo do processo. Para desenvolver um projeto de modelagem de processos, são necessários os seguintes itens:
- Método: Sequência de passos para levantamento e modelagem de informações.
- Meta-modelo: Informações a serem modeladas.
- Notação: Símbolos e regras para representar as informações.
- Ferramenta: Apoio computacional para documentação das informações.

## Tópicos da modelagem de processos de negócio

### Modelo de Negócio
Um modelo de negócio é uma ferramenta para a criação de formas econômicas, sociais ou de outros valores. O termo 'Modelo de negócio' é usado para uma ampla gama de descrições formais e informais para representar aspectos centrais de um negócio, incluindo o motivo, as ofertas, as estratégias, infra-estrutura, estruturas organizacionais, práticas comerciais, e os processos operacionais e políticos.
No sentido mais básico, um modelo de negócio é o método de fazer negócios pelo qual uma empresa pode se sustentar, isto é, gerar receitas. O modelo de negócios enuncia como uma empresa ganha dinheiro, especificando sua posição na cadeia de valor.

### Processo de Negócio
Um processo de negócio é um conjunto de atividades que ocorrem em algum negócio com o objetivo de gerar um produto ou serviço. Geralmente são empresariais, de gestão ou produtivos e eles devem buscar atender os objetivos estratégicos da empresa. Podemos tornar uma organização mais eficiente se conseguirmos melhorar seus processos, para isso, devemos conhece-los detalhadamente, pois em muitos casos, os processos não são explícitos ou são muito complexos envolvendo diversas áreas da empresa. Para melhorar os processos, precisamos em primeiro lugar saber como ele esta estruturado, sendo necessário modelar o processo para vermos como suas atividades são realizadas, quem são os participantes, que recursos e quais informações são compartilhados. Assim que a modelagem fica pronta, é possível ter um maior entendimento e possíveis melhorias do negócio, identificando atividades candidatas à automação, definindo sistemas de suporte ao negócio e identificando oportunidades de terceirização, se for uma solução interessante para a empresa.

### Artefatos dos Processos de Negócios Centrais
A abordagem de artefatos de modelos de processo de negócio centrais surgiu como uma nova abordagem promissora para a modelagem de processos de negócios, uma vez que fornece uma solução altamente flexível para capturar as especificações operacionais dos processos de negócio. Particularmente se concentra em descrever os dados dos processos de negócio, conhecido como "artefatos", caracterizando os objetos de negócios de dados relevantes, seus ciclos de vida, e serviços relacionados. Os artefatos de processos de negócios centrais promovem a automatização das operações de negócios e apoia a flexibilidade da promulgação do fluxo de trabalho e evolução.

## Elementos da modelagem de processos de negócios
Os elementos presentes em qualquer processo são:
- Evento: Acontecimento que inicia a execução (inicial), afeta o comportamento (intermediário) ou conclui um processo (final).
- Atividades: Conjunto de ações realizadas.
- Atores: Responsáveis pelas atividades.
- Entradas/Saídas: Insumos necessários para o processo ser executado (entrada) e geradas ao final do processo (saídas).
- Regras: Restrições que causam dependências entre atividades.
- Recursos: Entidade que pode ser física, abstrata ou informação que faz parte da realização da atividade.

O responsável por gerenciar mudanças, implementações e criações no processo é o gerente do processo que também é chamado do "dono" do processo. Todos aqueles que possuem algum interesse no processo são chamados de stakeholder.

## Execução da modelagem de processos de negócios
O modelo do processo representa de maneira simples o que se pretende construir, fazendo com que todos os atores tenham a mesma visão (geralmente cada ator só conhece a sua parte do processo) e o mesmo pode ser testado. Num modelo de négocio de uma organização, é possível descobrir quem são as pessoas da organização, como o trabalho é realizado por elas, seus objetivos e que produtos ou serviços são gerados. São exemplos de modelos: modelo de atividades, objetivos, processos e fluxo de atividades (workflow).
Para realizarmos a modelagem, podemos usar diversas ferramentas presentes no mercado: Aris, BizAgi, Bonita etc. Essas ferramentas irão realizar a modelagem utilizando a notação BPMN. Com as ferramentas em mãos, deve-se primeiramente identificar o(s) processo(s) que desejamos modelar para melhorias, realizar um levantamento detalhado dos processos, descobrindo seu fluxo de trabalho, quem inicia o processo, quem pega o trabalho a seguir, de que forma o trabalho chega lá, entre outros.
Na modelagem BPMN são construídos os diagramas de fluxo de trabalho, cada um desses diagramas contém a atividade realizada (o recomendado é utilizar o verbo no infinitivo + nome + algum detalhe se necessário. Exemplo: enviar correspondência) e todos os diagramas devem estar ligados num fluxo de como são realizadas as atividades. Os passos de cada atividade devem ser descritos de forma que qualquer pessoa que leia o diagrama consiga entender, o recomendado é que seja feito da forma mais simples e clara possível. Raias são utilizadas para que seja possível identificar qual ator realizou determinada atividade e quando houve a mudança para outro ator.

## BPM CBOK V3.0
O Guia  para  o  Gerenciamento  de  Processos  de  Negócio – Corpo  Comum  de  Conhecimento - BPM  CBOK V3.0 em português é uma versão ajustada e ampliada do BPM CBOK V3.0 em inglês. O BPM  CBOK V3.0 em português é organizado pela ABPMP – Association of Business Process Professionals do Brasil.  A aplicação de BPM depende de contexto e embora o O QUÊ seja de comum acordo, o COMO depende do ONDE. O BPM CBOK V3.0 em português foi preparado para o contexto e necessidades de aplicação de BPM no Brasil, ao nível crescente de interesse e maturidade em BPM no País e à necessidade de formação profissional em BPM para atender a este contexto e evolução.